# STS-130
STS-130 e сто и тридесетата мисия на НАСА по програмата Спейс шатъл, двадесет и четвърти полет на совалката Индевър, полет 20А (32-ри на совалката) към Международната космическа станция (МКС).

## Екипаж
| Пост                    | Астронавт                                 |
| ----------------------- | ----------------------------------------- |
| Командир                | Джордж Замка втори космически полет       |
| Пилот                   | Тери Виртс първи космически полет         |
| Специалист на мисията 1 | Робърт Бенкън втори космически полет      |
| Специалист на мисията 2 | Никълас Патрик втори космически полет     |
| Специалист на мисията 3 | Катрин Хайър втори космически полет       |
| Специалист на мисията 4 | Стивън Робинсън четвърти космически полет |

- Броят на полетите е преди и включително тази мисия.

## Полетът
Основната цел на полета е доставка и монтаж на модулите Транквилити и Купола. Модулът „Транквилити“ е последният американски компонент на МКС.
В модула Транквилити е разположена най-съвършената в историята на космонавтиката система за животоподдържане, способна да преработва течните отпадъци във вода, годна за битови нужди, а също така произвежда и кислород за дишане. В модула се намира и допълнителна тоалетна и система за чистене на въздуха, отделяща замърсяванията в атмосферата на станцията и контролираща нейния състав.
Модула Купола представлява панорамен обзорен купол, състоящ се от седем прозрачни илюминатора. Предназначен е за наблюдение повърхността на Земята, космическото пространство, и работещите в открития космос хора или техника. И двата модула са произведени от италианската фирма Thales Alenia Space.
След едно отлагане заради неподходящи метеорологични условия совалката успешно стартира на 8 февруари 2010 г. На втория ден от полета совалката се скачва успешно с МКС. На 12 февруари се извършва първото излизане в открития космос. По време на него се скачва модулът Транквилити, а астронавтите свързват отоплителните инсталации на модула и станцията и кабел за комуникации, подготвят връзките за охладителната система. Те са свързани по време на второто излизане. По време на третото с помощта на Канадарм2 е прикачен към МКС и модула Купола, а астронавтите свързват всички комуникации към него.
Извършени са и три планирани излизания в открития космос за скачване на модулите „Транквилити“ и „Купола“ и свързване на електрическите и охладителните му системи към МКС.
В случай на повреда на совалката „Индевър“ при старта и невъзможност за нейното безопасно завръщане на Земята, се предвиждало екипажът да остане на МКС и да дочака спасителната експедиция (STS-331), която ще се проведе със совалката Дискавъри. Тази мярка е предвидена в съответствие с препоръките на комисията, която провеждала разследването на обстоятелствата около катастрофата на совалката „Колумбия“.

## Параметри на мисията
- Маса на цялата система: 2 051 127 кг
- Маса на совалката при старта: 121 320 кг
- Маса на совалката при кацането: 91 033 кг
- Маса на полезния товар: 17 696 кг
- Инклинация: 51,6°
- Орбитален период: 91.6 мин

Скачване с „МКС“
- Скачване: 10 февруари 2010, 05:26 UTC
- Разделяне: 20 февруари 2010, 00:54 UTC
- Време в скачено състояние: 9 денонощия, 19 часа, 28 минути.

### Космически разходки
| № | Участници                      | Начало                     | Край                       | Продължителност  |
| - | ------------------------------ | -------------------------- | -------------------------- | ---------------- |
| 1 | Робърт Бенкън и Никълас Патрик | 12 февруари 2010 02:17 UTC | 12 февруари 2010 08:45 UTC | 6 часа 32 минути |
| 2 | Робърт Бенкън и Никълас Патрик | 14 февруари 2010 02:20 UTC | 14 февруари 2010 08:14 UTC | 5 часа 54 минути |
| 3 | Робърт Бенкън и Никълас Патрик | 17 февруари 2010 02:15 UTC | 17 февруари 2010 08:03 UTC | 5 часа 48 минути |

Това са 138-, 139- и 140-то излизане в открития космос, свързано с МКС, 4-, 5- и 6-то за Робърт Бенкън и първи излизания за Никълас Патрик.

## Галерия
- Совалката се придвижва към стартовата площадка.
- Старта на совалката.
- Совалката Индевър се приближава към МКС.
- Извеждането на Транквилити от товарния отсек на совалката с помощта на Канадарм2.
- Японската експериментална платформа се прехвърла за скачване.
- Астронавтите по време на втората космическа разходка.
- Робърт Бенкън и Никълас Патрик по време на третата „космическа разходка“.
- Скачването на „Купола“.
- Поглед през Купола.
- Приземяването на совалката